# Les Démoniaques (film, 1974)
Pour les articles homonymes, voir Les Démoniaques.
Pour plus de détails, voir Fiche technique et Distribution.
Les Démoniaques est un film français réalisé par Jean Rollin, sorti en 1974.

## Synopsis
- Quatre naufrageurs : le "Capitaine" (John Rico), sa maîtresse Tina (Joëlle Cœur) et deux autres hommes Willy Braque et Paul Bisciglia) trompent à la nuit tombée, un bateau à l'aide de lanternes afin de le faire échouer sur des récifs. Alors que le petit groupe procède au partage du butin, deux jeunes filles blondes en chemise de nuit (Lieva Lone et Patricia Hermenier) surgissent de la plage. Elles sont violées et laissées pour mortes par les naufrageurs. Plus tard dans une taverne fréquentée par des "filles faciles", et dirigée par une tenancière dotée du pouvoir de "double vue", (Louise Dhour), le Capitaine voit apparaître les deux jeunes filles. Il croit d'abord à une hallucination mais un nouvel arrivant lui confirme les avoir aperçu près de la plage. Les naufrageurs traquent alors les jeunes filles dans un cimetière de bateaux auquel ils finissent par mettre le feu.  Les deux fugitives parviennent à s'échapper et se dirigent vers des ruines "maudites". Là, elles rencontrent un personnage aux pouvoirs surnaturels qui affirme pouvoir les aider à se venger…

## Fiche technique
- Titre : Les Démoniaques
- Autres titres : Les Diablesses ou Deux vierges pour Satan
- Réalisation : Jean Rollin
- assistant directeur : Micha Zivomir Miletic
- Scénario : Jean Rollin
- Production : Pierre Quérut et Lionel Wallmann
- Sociétés de production : Général Films, Les Films ABC et Nordia Films
- Musique : Pierre Raph
- Photographie : Jean-Jacques Renon
- Montage : Michel Patient
- Direction artistique : Jio Berk
- Pays de production :  France,  Belgique
- Format : couleur - 1,66:1 - Mono - 35 mm
- Genre : horreur / érotique
- Durée : 95 minutes
- Date de sortie : 5 décembre 1974 (France)

## Distribution
- Joëlle Cœur : Tina, la maîtresse du capitaine
- John Rico : le "Capitaine", le chef des naufrageurs
- Willy Braque : le "Bosco", un naufrageur
- Paul Bisciglia : Paul, un naufrageur
- Lieva Lone : la première "démone"
- Patricia Hermenier : la seconde "démone"
- Louise Dhour : Louise, la tenancière de la taverne
- Ben Zimet : l'exorciste
- Mireille Dargent : le clown
- Micha Zivomir Miletic : le Diable
- Isabelle Copejans : la serveuse
- Yves Collignon : le marin amant de la serveuse
- Jean-Pierre Bouyxou : le tenancier de la taverne
- Monica Swinn : une fille de la taverne
- Véronique Fanis : une fille de la taverne
- Anne Watican : une fille de la taverne
- Raphaël G. Marongui : le marin avec Dracula
- Sylvio Dieu : un marin
- Burr Jerger : le prêtre sataniste à la plage

## Autour du film
- Au cours de son exploitation, le film connut plusieurs titres, tels que Deux vierges pour Satan, Les Diablesses ou Tina, la naufrageuse perverse.
- Joëlle Cœur avait déjà tourné sous la direction du cinéaste dans Jeunes filles impudiques (1973) et Tout le monde il en a deux (1974). Paul Bisciglia, quant à lui, retournera avec Jean Rollin dans Lèvres de sang (1975) et Les Raisins de la mort (1978).
- Le double rôle des jeunes vierges avait un temps été prévu pour les jumelles Catherine Castel et Marie-Pierre Castel, deux habituées de Jean Rollin ayant tourné dans près d'une dizaine de ses films[1].
- Certaines scènes du film ont été tournées dans les ruines de l'abbaye de Villers en Belgique.